# Herbert Günter
Herbert Günter (* 21. Mai 1913 in Ostrowo, Provinz Posen; † 11. September 1994 in  Bad Münder) war ein deutscher Politiker (SPD) und Abgeordneter des Niedersächsischen Landtages.
Herbert Günter war als Geschäftsführer tätig.
Er war vom 4. November 1954 bis 5. Mai 1955 Mitglied des Niedersächsischen Landtages (2. Wahlperiode).